# Foto Sport
Foto-Sport fue una revista chilena de deportes publicada desde 1977 hasta 1979. La redacción de la revista estaba ubicada en Avda. Santa María 76, Providencia, Santiago. El primer número fue publicado el 19 de abril de 1977 y el último número publicado apareció el 28 de febrero de 1979. En total se editaron 98 ediciones y circulaba semanalmente.
Cantidad de páginas:										
- Con 76 páginas, el N°1
- Con 68 páginas, desde N°2 al Nº7
- Con 70 páginas, desde Nº8 al N°98

Del N°1 al N°7 se publicaron en formato tamaño 24 cm × 32,5 cm, cambia desde el Nº 8 a formato de 21 cm × 28,5 cm.

## Directores de la revista
- Hernán Solís Valenzuela (N°1, 19 de abril de 1977)-(N°21, 6 de septiembre de 1977)
- César Fredes Rojas (N°22-N°42).
- Juan Campbell Montecinos (N°43, 7 de febrero de 1978-N°54)
- Víctor Eduardo Alonso Raggio (N°55-N°98, 28 de febrero de 1979)